# Escudo de Reocín
El escudo de Reocín es uno de los símbolos del municipio español de Reocín  en Cantabria, junto a su bandera. Dicho escudo queda organizado de la manera siguiente: escudo medio partido y cortado: 1º de gules, cabeza de Santa Juliana, acampanada de dos palmas, de oro; 2º de azur, puente de plata, siniestrado de una torre del mismo metal, sobre ondas de plata y azur; 3º de azur, nueve luceros de ocho puntas, dispuestos en rombo. Se timbra con la corona real de España.
El escudo fue adoptado por el ayuntamiento y autorizado por el Ministerio de la Gobernación el día 23 de enero de 1976, previo informe favorable emitido por la Real Academia de la Historia con algunas sugerencias debidamente observadas.